# Culture du Guyana

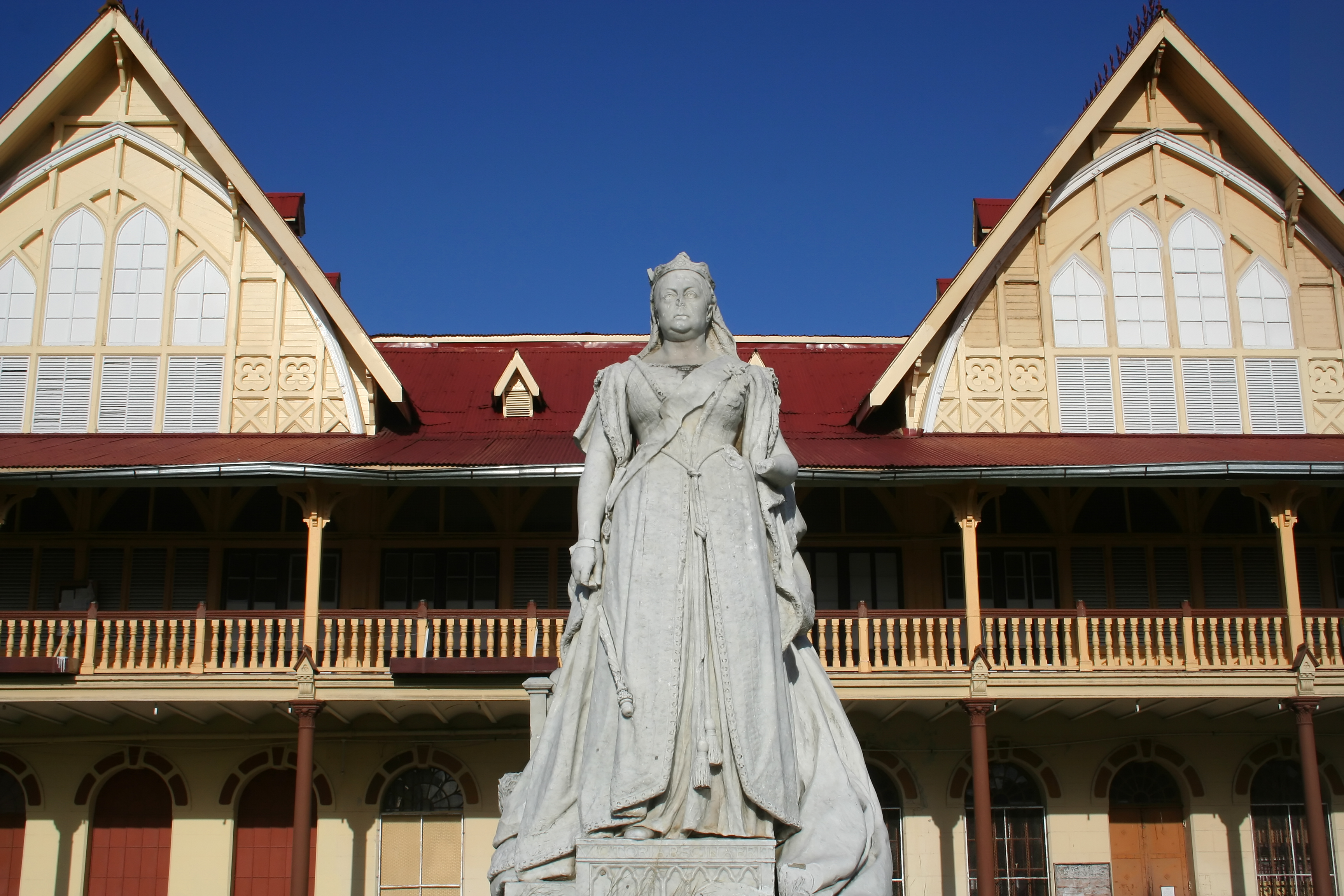
Tribunal de Georgetown.

La culture du Guyana, pays d'Amérique du Sud, désigne d'abord les pratiques culturelles observables des habitants de Guyana (Guyanien-ne-s) (estimation 2018).

## Cuisine

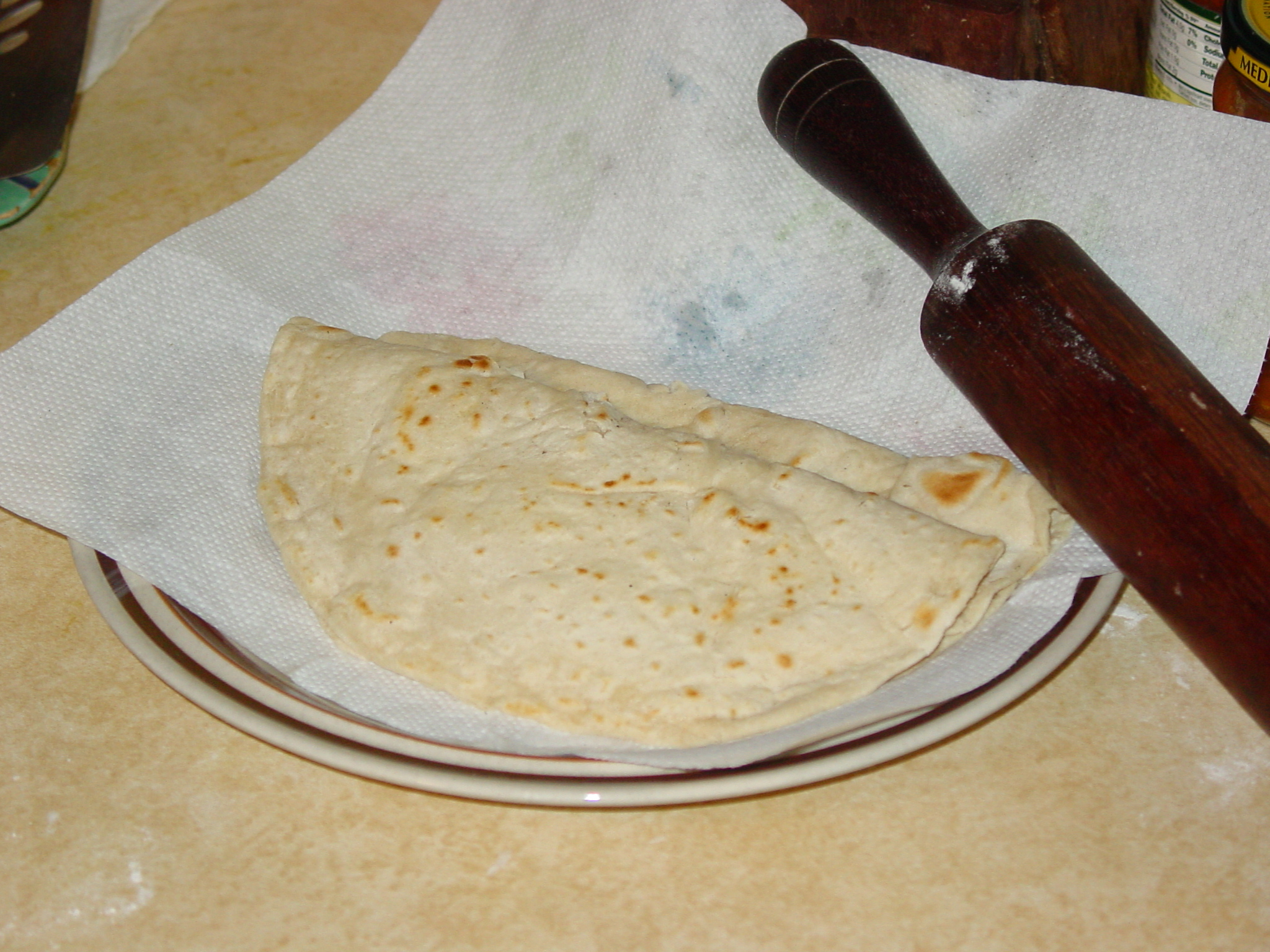
Roti guyanien.

La cuisine guyanienne est semblable à celle du reste des Caraïbes anglophones, notamment de Trinité, où le mélange ethnique est assez similaire. La nourriture reflète la composition ethnique du pays et son histoire coloniale, et comprend des groupes ethniques d'influences et de plats africains, créoles, indiens, portugais, amérindiens, chinois et européens (principalement britanniques). La nourriture est variée et comprend des plats tels que le Dal bhat, le curry, le roti et le cookup rice (la variante locale du riz et des pois anglo-caribéens). Le one pot meal, bien que n'étant pas le plat national, est l'un des plats les plus cuisinés. Avec ses différentes versions, selon le type de viande, de haricots et d'autres ingrédients disponibles, il est un véritable reflet du pays.
Les plats ont été adaptés aux goûts des Guyaniennes, souvent par l'ajout d'herbes et d'épices. Parmi les préparations uniques figure le Guyana Pepperpot, un ragoût d'origine amérindienne composé de viande, de cassareep (un extrait amer du manioc) et assaisonnements. Les autres plats favoris sont le pain de manioc, les ragoûts et le metemgee, un type de soupe épaisse et riche à base de provisions moulues, de lait de coco et de grosses boulettes (appelées duff), que l'on mange avec du poisson ou du poulet frit. La fabrication de pain maison, un art dans de nombreux villages, est un reflet de l'influence britannique qui comprend des pâtisseries telles que les petits pains au fromage, les tartes à l'ananas (pine tarts) et les galettes.
Les provisions de terre des Caraïbes (connues sous le nom familier de provisions) font partie de l'alimentation de base et comprennent le manioc, la patate douce et les eddoes. Les fruits et légumes frais et les fruits de mer abondent sur la côte.

## Langues et populations
- Langues au Guyana
- Langues du Guyana

## Religion
- Religion au Guyana (en)

## Patrimoine

### Musées
- Guyana National Museum
- Walter Roth Museum of Anthropology

### Liste du Patrimoine mondial
Le programme Patrimoine mondial (UNESCO, 1971) a inscrit dans sa liste du Patrimoine mondial (au 17 janvier 2016) : Liste du patrimoine mondial au Guyana.

### Registre international Mémoire du monde
Le programme Mémoire du monde (UNESCO, 1992) a inscrit dans son registre international Mémoire du monde (au 17 janvier 2016) :
- 2011 : Patrimoine documentaire d'ouvriers indiens sous contrat (Fidji, Guyane, Suriname, Trinité-et-Tobago)[2],
- 2011 : Archives de la Compagnie néerlandaise des Indes Occidentales (Westindische Compagnie) ( Pays-Bas, Brésil, Ghana, Guyana, Antilles néerlandaises, Suriname, Royaume-Uni, États-Unis d'Amérique)[3].

## Littérature
- Littérature du Guyana (en)
- Liste d'écrivains du Guyana (en)

Jan Carew est un écrivain du Guyana (1925-2012), qui a écrit de nombreux romans et essais, en particulier Black Midas et The Wild Coast.